# Первоцвет анисовый
Первоцвет анисовый или примула анисовая (лат. Primula anisodora)— травянистое растение, вид рода Примула.

## Ботаническое описание

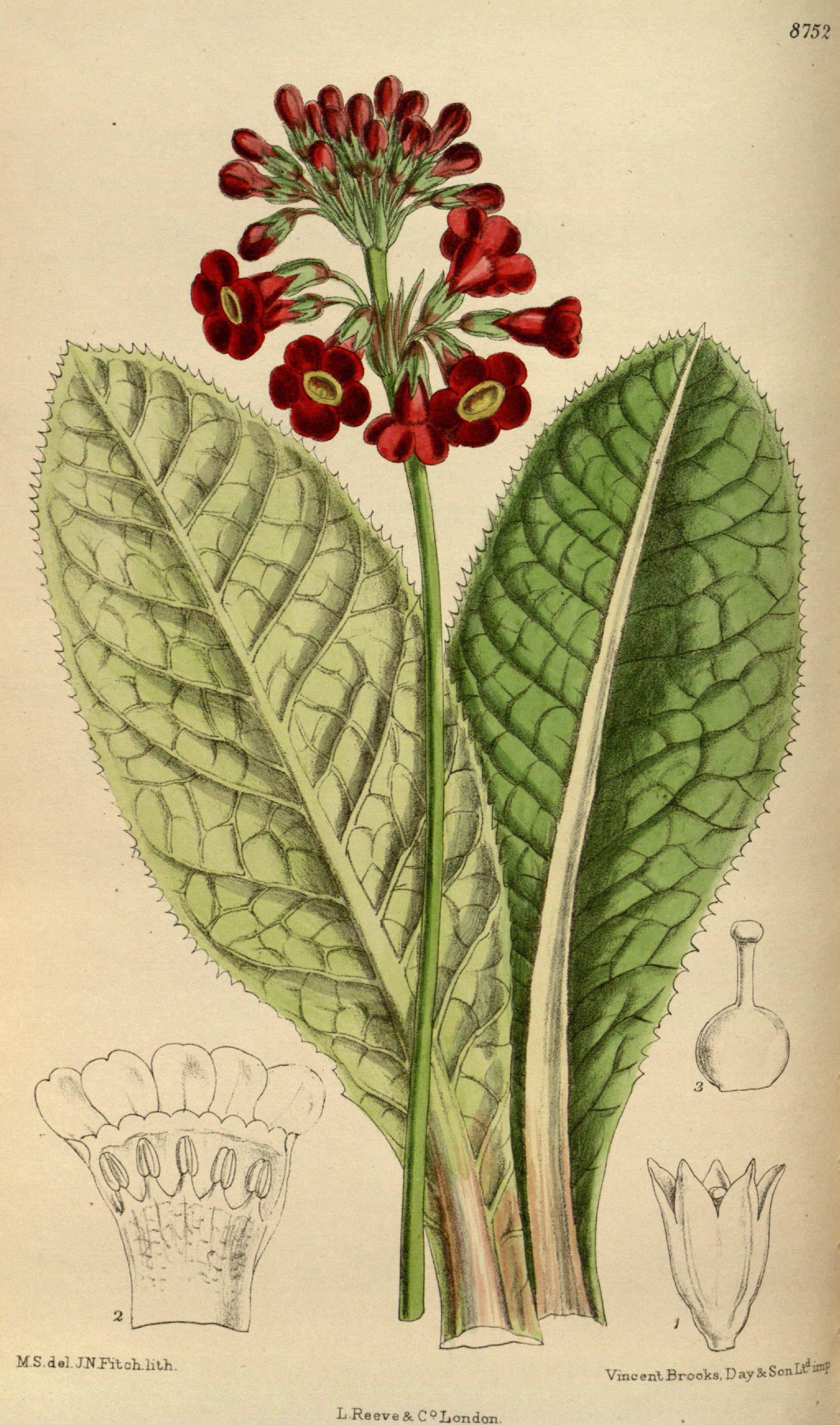
в Curtis’s Botanical Magazine, Матильда Смит и Джон Ньюджент Фитч

Травянистый многолетник, голый, ароматный. Листья, образующие розетку; черешок ширококрылый, нечеткий, до 1/3 длины листовой пластинки; листовая пластинка обратнояйцевидно-продолговатая до обратноланцетной, 10–18(–25) X 4–6(–8) см, основание оттянутое, край регулярно зубчатый, вершина от тупой до закругленной. Черешки 30–60 см; зонтиков 3–5, наложенных друг на друга, 6–10-цветковых; прицветники линейные до линейно-ланцетных, 0,5--1,5 см. Цветоножка 1–1,5 см.
Цветки гетеростильны. Чашечка чашевидная, 4–6 мм в диаметре, раскрыта на 1/3; доли широкояйцевидно-треугольные, вершина от тупой до закругленной. Венчик темно-фиолетовый в молодом возрасте, воронковидный; трубка ок. 9 мм; отгиб вогнутый, шириной 1—1,5 см; лопасти субчетырехугольные, 3—4(—5) × 5—6 мм, вершина от полуусеченной до слабо выемчатой. Булавочные цветки: тычинки на 2,5–3 мм выше основания трубки венчика; стиль ок. 7 мм. Коробочка яйцевидная, немного длиннее чашечки.
Цветение: май-июнь.
2n = 22.

## Ареал
Влажные альпийские луга; 3200–3700 м. Сычуань, Юньнань.